# 1255 Schilowa
Schilowa (asteróide 1255) é um asteróide da cintura principal com um diâmetro de 32,52 quilómetros, a 2,6131204 UA. Possui uma excentricidade de 0,1701061 e um período orbital de 2 040,79 dias (5,59 anos).
Schilowa tem uma velocidade orbital média de 16,78511481 km/s e uma inclinação de 8,53909º.
Esse asteróide foi descoberto em 8 de Julho de 1932 por Grigory Neujmin.